# Пекарський Марк Ілліч
Марк Іллі́ч Пека́рський (нар. 26 грудня 1940) — російський виконавець на ударних інструментах, педагог, музично-громадський діяч, композитор, диригент. Заслужений артист Росії (2007). Лауреат премії Фонду «Російське виконавське мистецтво» (2003).

## Життєпис
1969 року закінчив Державний музично-педагогічний інститут ім. Гнесіних. У 1973—1990 гг. викладав у Музичному училищі ім. М. М. Іпполитова-Іванова, в 1993—1996 — в Академії ім. Маймоніда, з 1997 — в Московській консерваторії.
З 1960-х років веде активну концертну діяльність. З 1965 по 1990 р. — соліст Ансамблю стародавньої музики «Мадригал» Московської державної академічної філармонії, у складі якого гастролював у всіх основних філармонічних центрах колишнього СРСР, а також в Італії, Польщі, Франції, Німеччині, Чехії, Югославії й інших країнах. 1976 року організував перший в СРСР і єдиний постійний у Росії ансамбль ударних інструментів. Як керівник ансамблю і як соліст Пекарський брав участь у найпрестижніших міжнародних фестивалях, зокрема «Московська осінь», «Російська зима», «Грудневі вечори», «Альтернатива», «Музичний Олімп», «Берлінське біенналє», «Варшавська осінь», «Вена-Модерн», «Гельсінський фестиваль» та інші. Він же є організатором щорічного фестивалю у Москві «Ударні дні Марка Пекарського».
Пекарському присвятили свої твори понад 30 композиторів Росії, України та інших країн, серед яких М. К. Гагнідзе, С. А. Губайдуліна, Е. В. Денісов, В. І. Мартинов, А. Г. Шнітке, О. Щетинський та інші.